# Oxalis stricta
La acederilla (Oxalis stricta), es una especie herbácea perteneciente a la familia de las oxalidáceas.

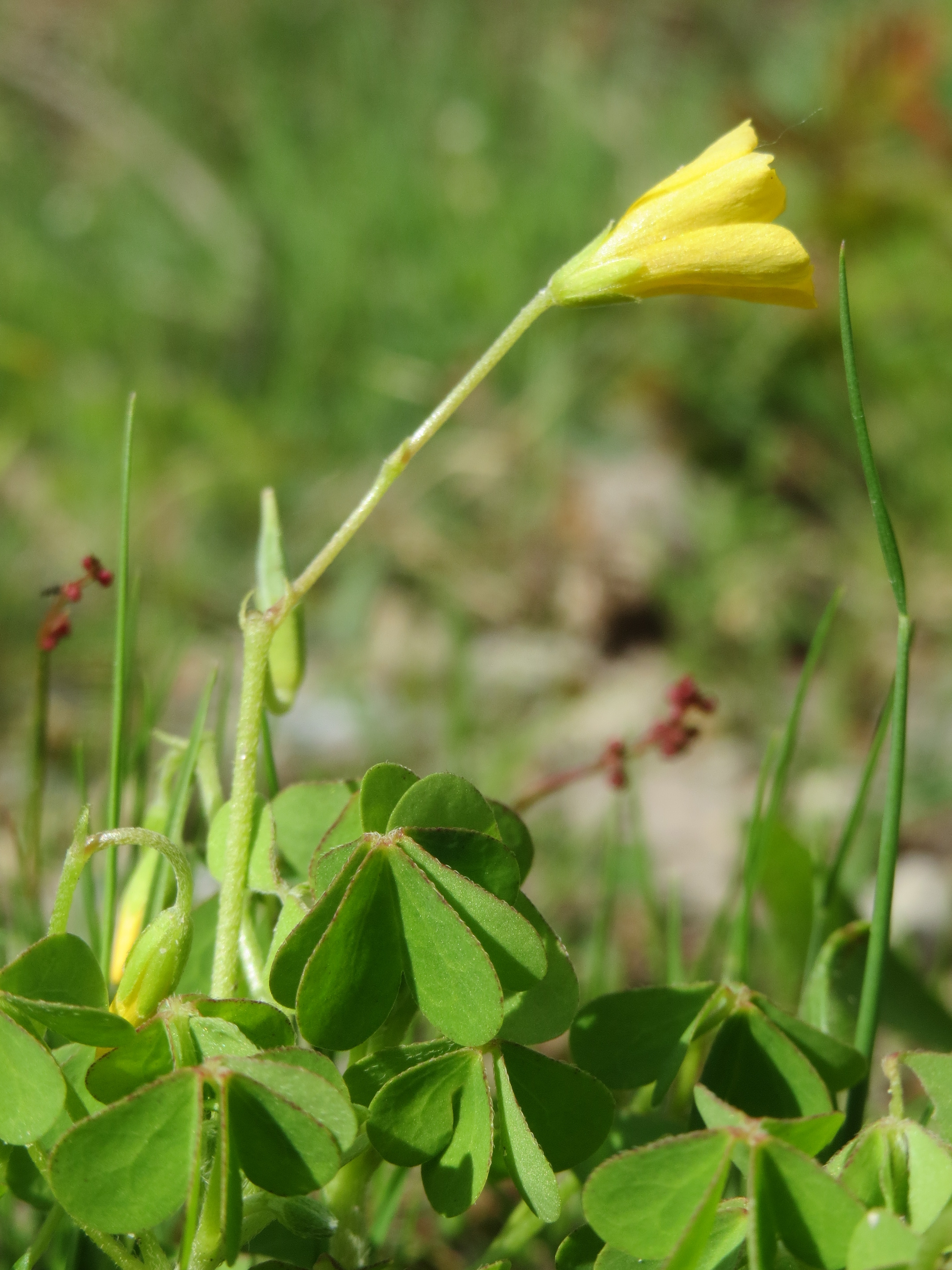
Vista de la planta

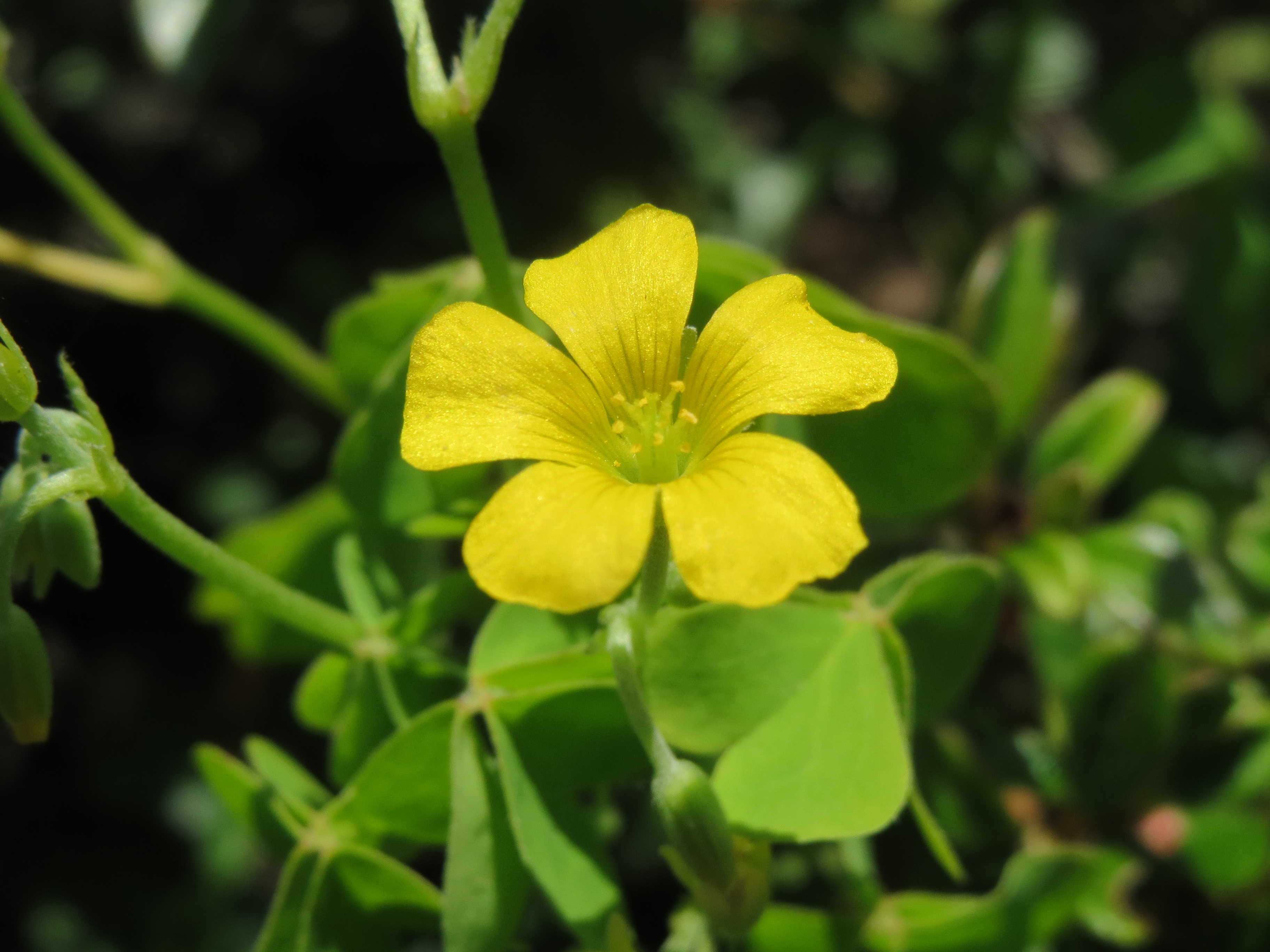
Detalle de la flor

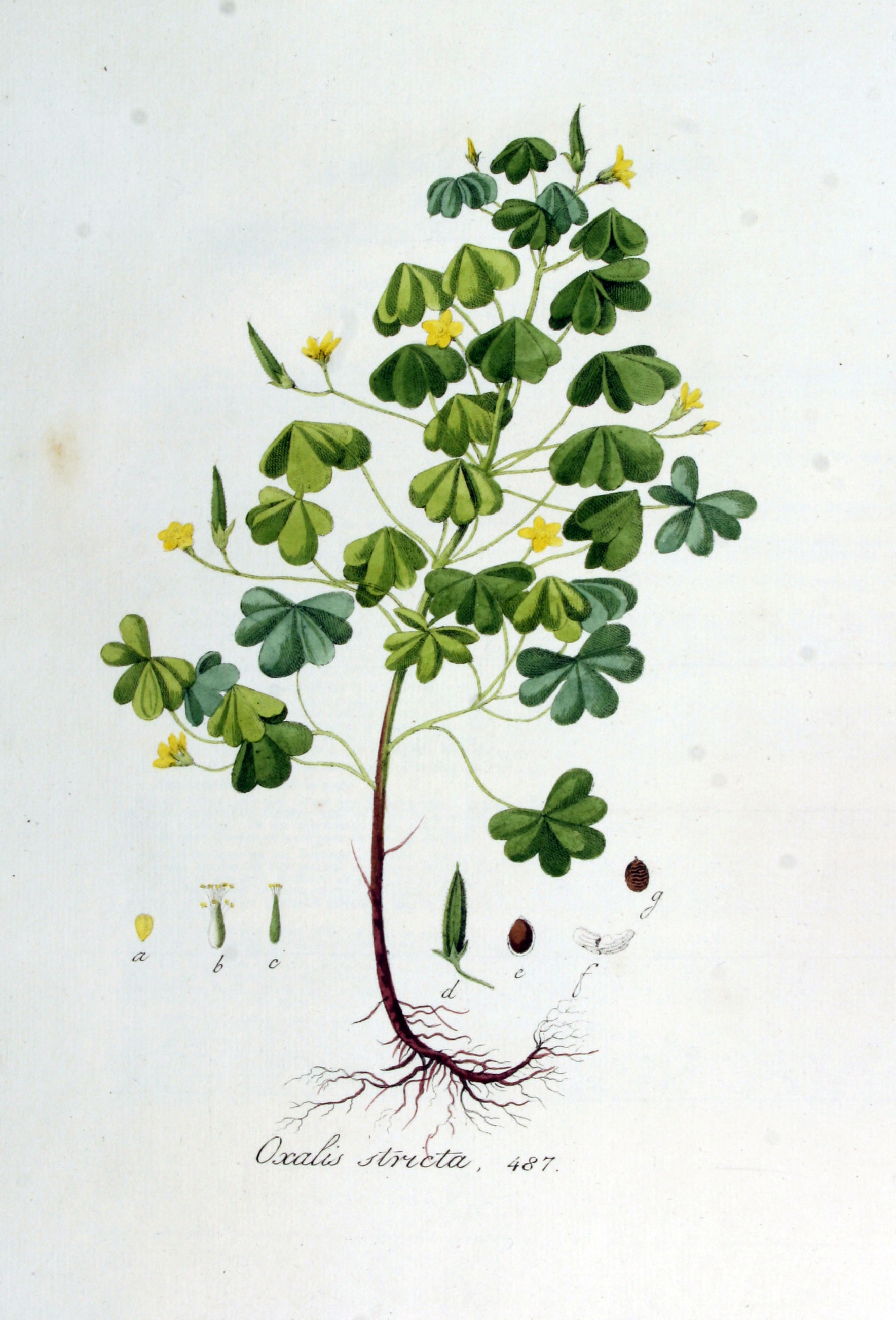
Ilustración de Flora Batava

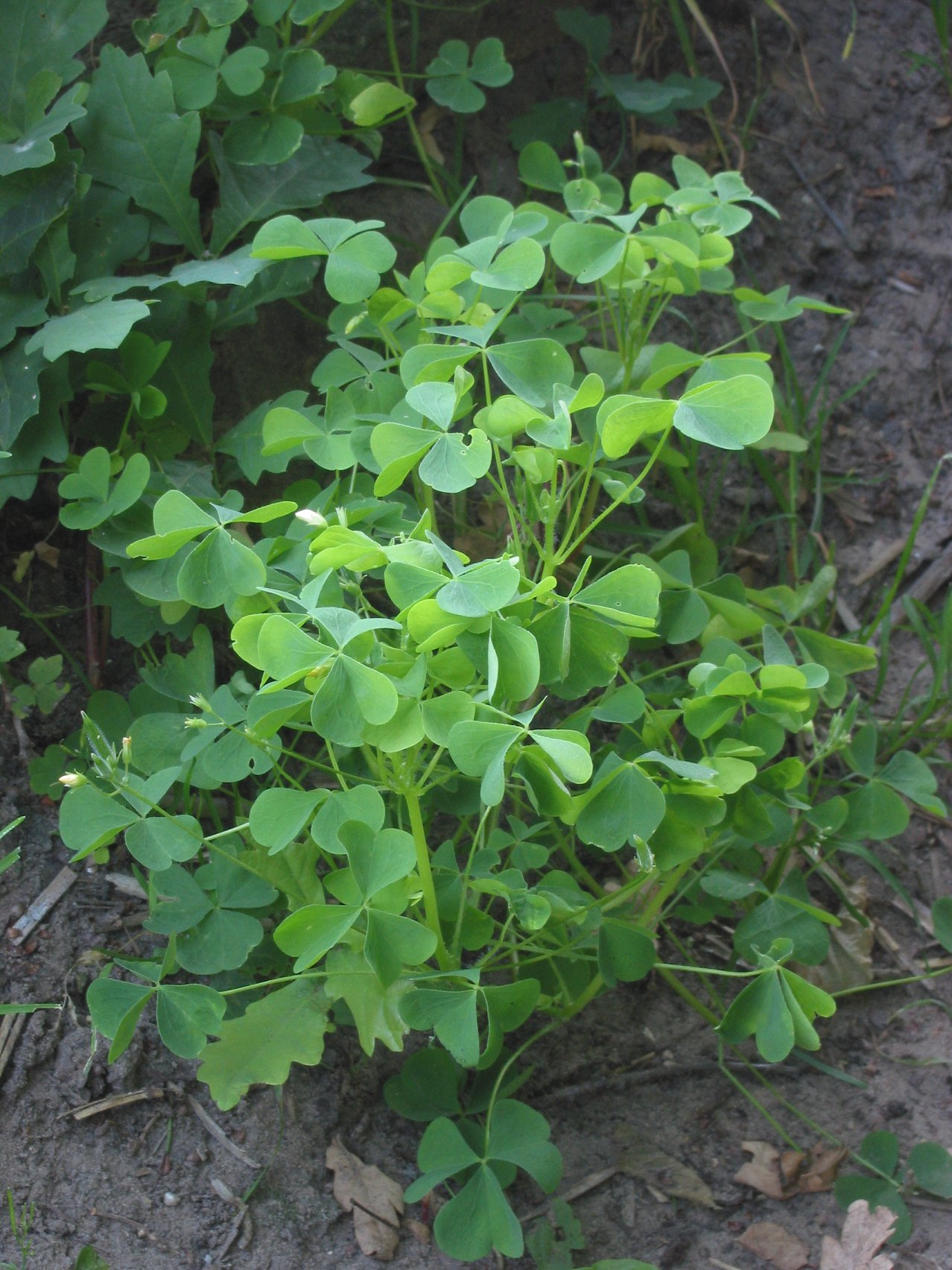
Follaje

## Descripción
Es una hierba común de jardines y campos, tiene hojas verdes y flores amarillas. Las semillas aparecen en cápsulas, que en la madurez  las lanzan  a cierta distancia al tocarlas.

## Hábitat
Es una planta perenne nativa de Norteamérica, donde crece en bosques, pastizales y áreas urbanas. 

## Taxonomía
Oxalis stricta fue descrita por Carlos Linneo y publicado en Species Plantarum 1: 435. 1753.
Etimología
'Oxalis: nombre genérico que deriva de la palabra griega oxys, "afilado, acre", refiriéndose al sabor agrio de las hojas y el tallo.
stricta: epíteto latíno que significa "vertical"
Sinonimia
| - Ceratoxalis coloradensis (Rydb.) Lunell - Ceratoxalis cymosa (Small) Lunell - Oxalis brittoniae Small - Oxalis bushii (Small) Small - Oxalis coloradensis Rydb. - Oxalis corniculata var. dillenii (Jacq.) Trel. - Oxalis cymosa Small - Oxalis dillenii Jacq. - Oxalis dillenii subsp. filipes (Small) G.Eiten - Oxalis dillenii var. radicans Shinners - Oxalis europaea Jord. - Oxalis europaea var. bushii (Small) Wiegand - Oxalis europaea var. rufa (Small) Young - Oxalis filipes Small - Oxalis florida Salisb. - Oxalis florida var. filipes (Small) Ahles - Oxalis florida subsp. prostrata (Haw.) Lourteig - Oxalis fontana Bunge - Oxalis fontana var. bushii (Small) Hara - Oxalis interior (Small) Fedde - Oxalis prostrata Haw. - Oxalis rufa Small - Oxalis rupestris Raf. - Oxalis stricta var. decumbens Bitter - Oxalis stricta var. piletocarpa Wiegand - Oxalis stricta var. rufa (Small) Farw. - Oxalis stricta var. villicaulis (Wiegand) Farw. - Xanthoxalis brittoniae (Small) Small - Xanthoxalis bushii Small - Xanthoxalis coloradensis (Rydb.) Rydb. - Xanthoxalis cymosa (Small) Small - Xanthoxalis dillenii (Jacq.) Holub - Xanthoxalis dillenii var. piletocarpa (Wiegand) Holub - Xanthoxalis filipes (Small) Small - Xanthoxalis florida (Salisb.) Moldenke - Xanthoxalis interior Small - Xanthoxalis rufa (Small) Small - Xanthoxalis stricta (L.) Small - Xanthoxalis stricta var. piletocarpa (Wiegand) Moldenke |